# العلاقات البليزية الزامبية
العلاقات البليزية الزامبية هي العلاقات الثنائية التي تجمع بين بليز وزامبيا.

## مقارنة بين البلدين
هذه مقارنة عامة ومرجعية للدولتين:
| وجه المقارنة                                              | بليز         | زامبيا                         |
| --------------------------------------------------------- | ------------ | ------------------------------ |
| المساحة (كم2)                                             | 22.97 ألف    | 752.62 ألف                     |
| عدد السكان (نسمة)                                         | 374.68 ألف   | 17.09 مليون                    |
| الكثافة السكانية (ن./كم²)                                 | 16.31        | 22.71                          |
| العاصمة                                                   | بلموبان      | لوساكا                         |
| اللغة الرسمية                                             | لغة إنجليزية | لغة إنجليزية                   |
| العملة                                                    | دولار بليزي  | كواشا زامبي، كواشا زامبي قديم ‏ |
| الناتج المحلي الإجمالي (بليون دولار)                      | 1.84 مليار   | 25.81 مليار                    |
| الناتج المحلي الإجمالي (تعادل القوة الشرائية) بليون دولار | 3.05 مليار   | 62.18 مليار                    |
| الناتج المحلي الإجمالي الاسمي للفرد دولار أمريكي          | 4.88 ألف     | 1.30 ألف                       |
| الناتج المحلي الإجمالي للفرد دولار أمريكي                 | 8.42 ألف     | 3.90 ألف                       |
| مؤشر التنمية البشرية                                      | 0.715        | 0.586                          |
| رمز المكالمات الدولي                                      | +501         | +260                           |
| رمز الإنترنت                                              | .bz          | .zm                            |
| المنطقة الزمنية                                           | 00           | ت ع م+02:00                    |

## منظمات دولية مشتركة
يشترك البلدان في عضوية مجموعة من المنظمات الدولية، منها:
| علم المنظمة | اسم المنظمة                                 | تاريخ انضمام بليز | تاريخ انضمام زامبيا |
| ----------- | ------------------------------------------- | ----------------- | ------------------- |
|             | الاتحاد البريدي العالمي                     | ?                 | ?                   |
|             | يونسكو                                      | 10 مايو 1982      | 9 نوفمبر 1964       |
|             | البنك الدولي للإنشاء والتعمير               | 19 مارس 1982      | 23 سبتمبر 1965      |
|             | منظمة التجارة العالمية                      | ?                 | ?                   |
|             | وكالة ضمان الاستثمار متعدد الأطراف          | 29 يونيو 1992     | 6 يونيو 1988        |
|             | دول الكومنولث                               | ?                 | ?                   |
|             | الاتحاد الدولي للاتصالات                    | 16 ديسمبر 1981    | 23 أغسطس 1965       |
|             | منظمة الشرطة الجنائية الدولية               | ?                 | ?                   |
|             | مؤسسة التمويل الدولية                       | 19 مارس 1982      | 23 سبتمبر 1965      |
|             | الأمم المتحدة                               | 25 سبتمبر 1981    | 1 ديسمبر 1964       |
|             | مجموعة دول أفريقيا والكاريبي والمحيط الهادئ | ?                 | ?                   |
|             | مؤسسة التنمية الدولية                       | 19 مارس 1982      | 23 سبتمبر 1965      |
|             | منظمة حظر الأسلحة الكيميائية                | ?                 | ?                   |

## وصلات خارجية
- موقع وزارة الخارجية البليزية